# 旺市
旺市（/vɔːn/），又稱沃恩，是加拿大安大略省的一座城市，人口约306,233（2016年）。旺市位於多倫多以北的約克區，亦是大多倫多地區的一部分。旺市的人口自1991年起已增長了一倍，1996年至2006年間人口則增長了80.2%，在那十年間是全國人口增長速度最快的市鎮。

## 歷史
現旺市一帶原為休倫族原住民的棲身之地。法國探索家艾蒂安·布吕莱（Etienne Brulé）於1615年踏足此地，成為首位到此的歐洲人。他的移動途徑後來被其他法裔皮毛交易人員利用，以便與原住民進行交易。然而，法國政府無意在此殖民。英國在法國－印第安人戰爭（又作七年戰爭北美戰場）中戰勝法國後，兩國於1763年簽訂和約，法屬加拿大割讓予英國，但英國也沒有即時在此地殖民。
然而，隨著美國獨立，大批居於美國但仍然效忠英國的人民選擇遷居上加拿大（即現安大略），促使上加拿大政府在此勘探、修築道路和劃下鄉鎮來容納新移民。縱使當時此地的基礎設施貧乏，移民仍絡繹不絕地遷居此處。現旺市一帶於1800年只得19名成年男性、5名成年女性和30名兒童；到1840年，該帶的居民數以上升至4300人。隨著居民人數上升，村落（hamlets）亦相繼形成。湯山一帶於1801年出現了一座鋸木廠，1815年出現了一座麵粉磨坊，到1836年該帶人口達至300人。其他聚落還包括奇連堡（Kleinburg）、楓樹鎮（Maple）和列治文山等。到了1850年，該帶正式設立行政架構，成為旺鄉（Township of Vaughan）。另一方面，木橋鎮（Woodbridge）則於1882年建制為村，獨立於旺鄉。
旺鄉在往後年間的發展大為放緩，到1935年的人口只得4873人。然而，第二次世界大戰後再次出現移民湧至此地的局面，到1960年人口上升至15,957人。旺鄉於1971年改設為旺鎮（Town of Vaughan），同時吞併了木橋鎮，再於1991年升格成旺市。

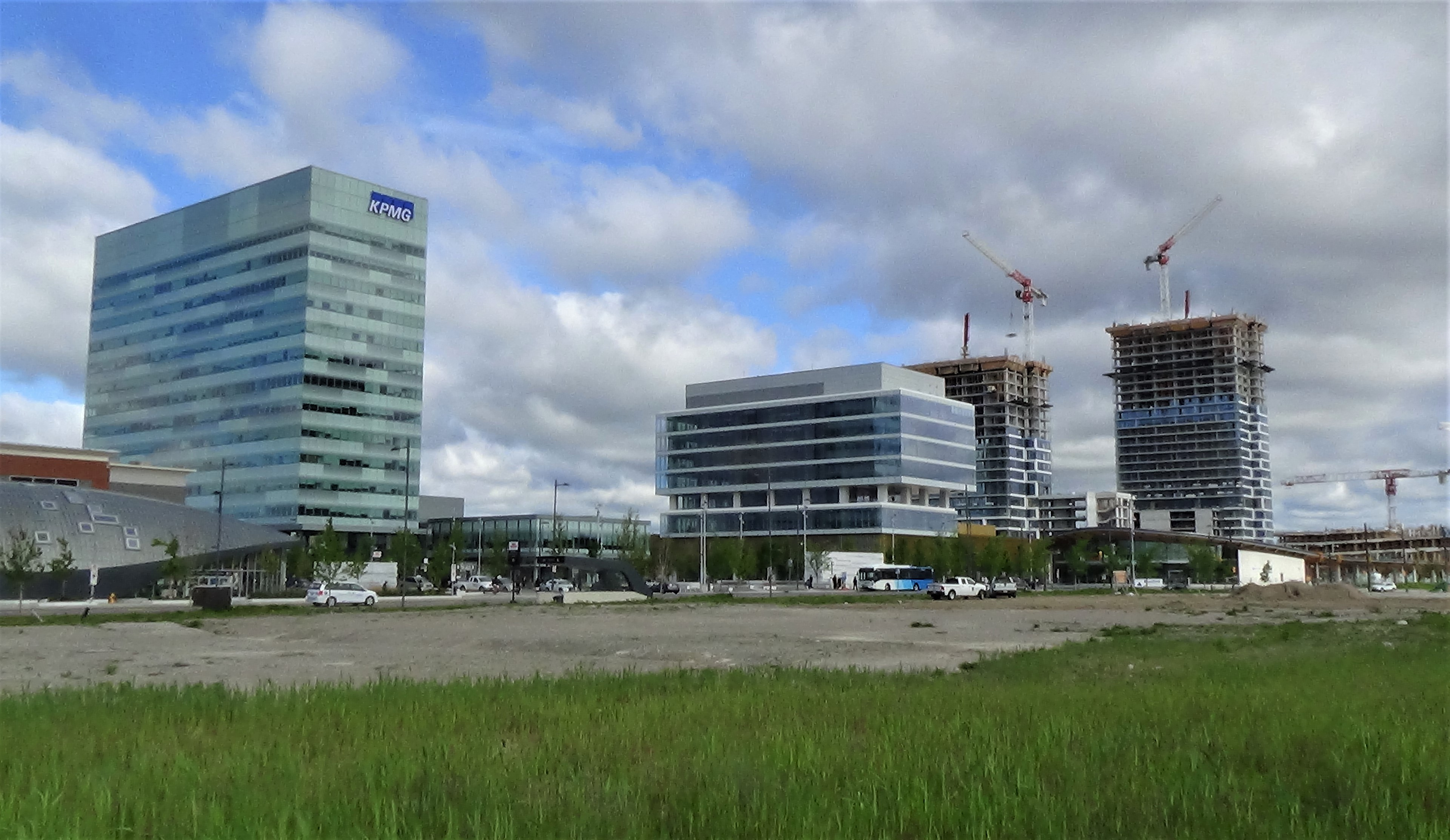
旺市都會中心 (2019年)
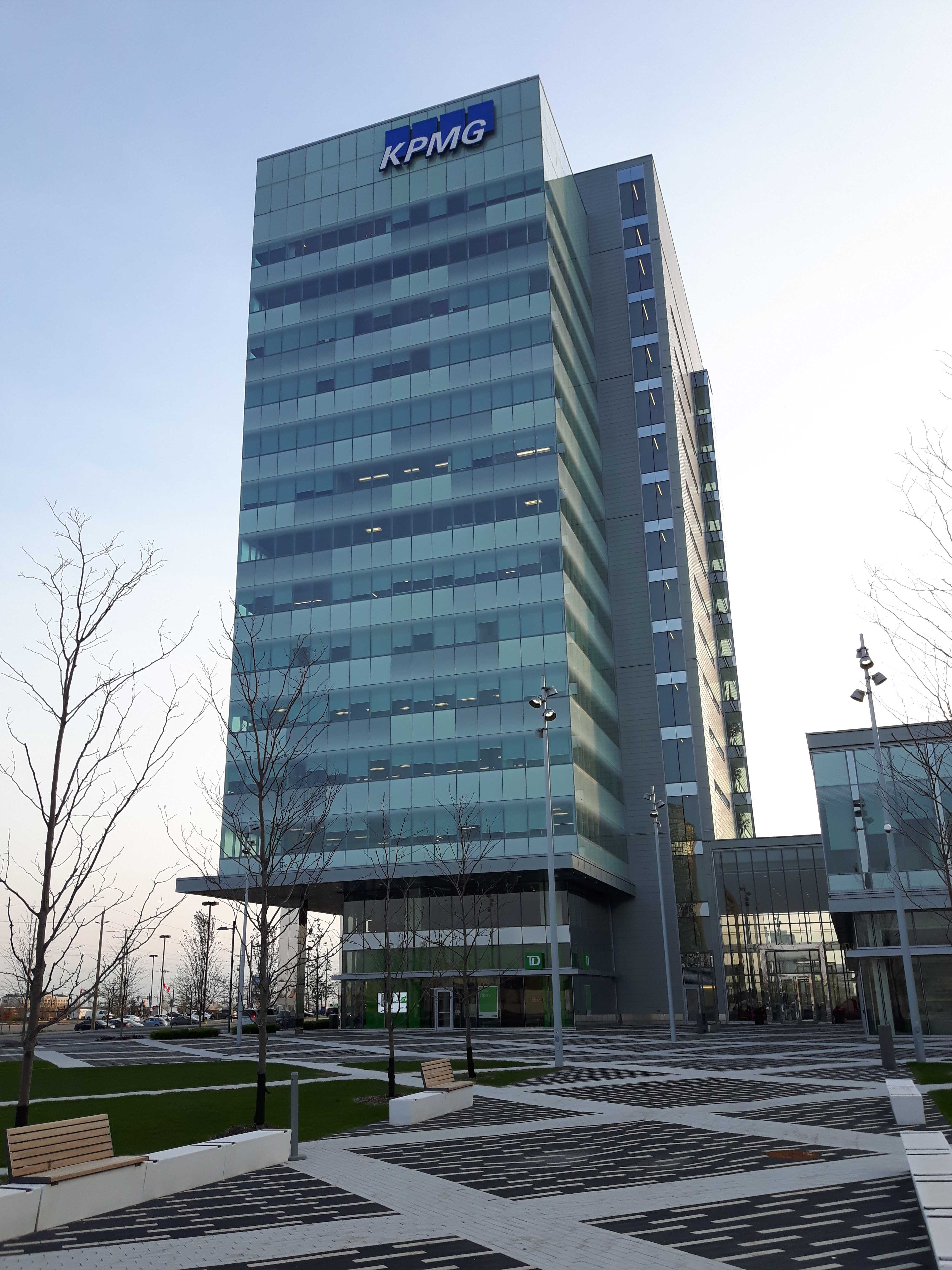
旺市都會中心的畢馬威事務所大廈 (2021年)
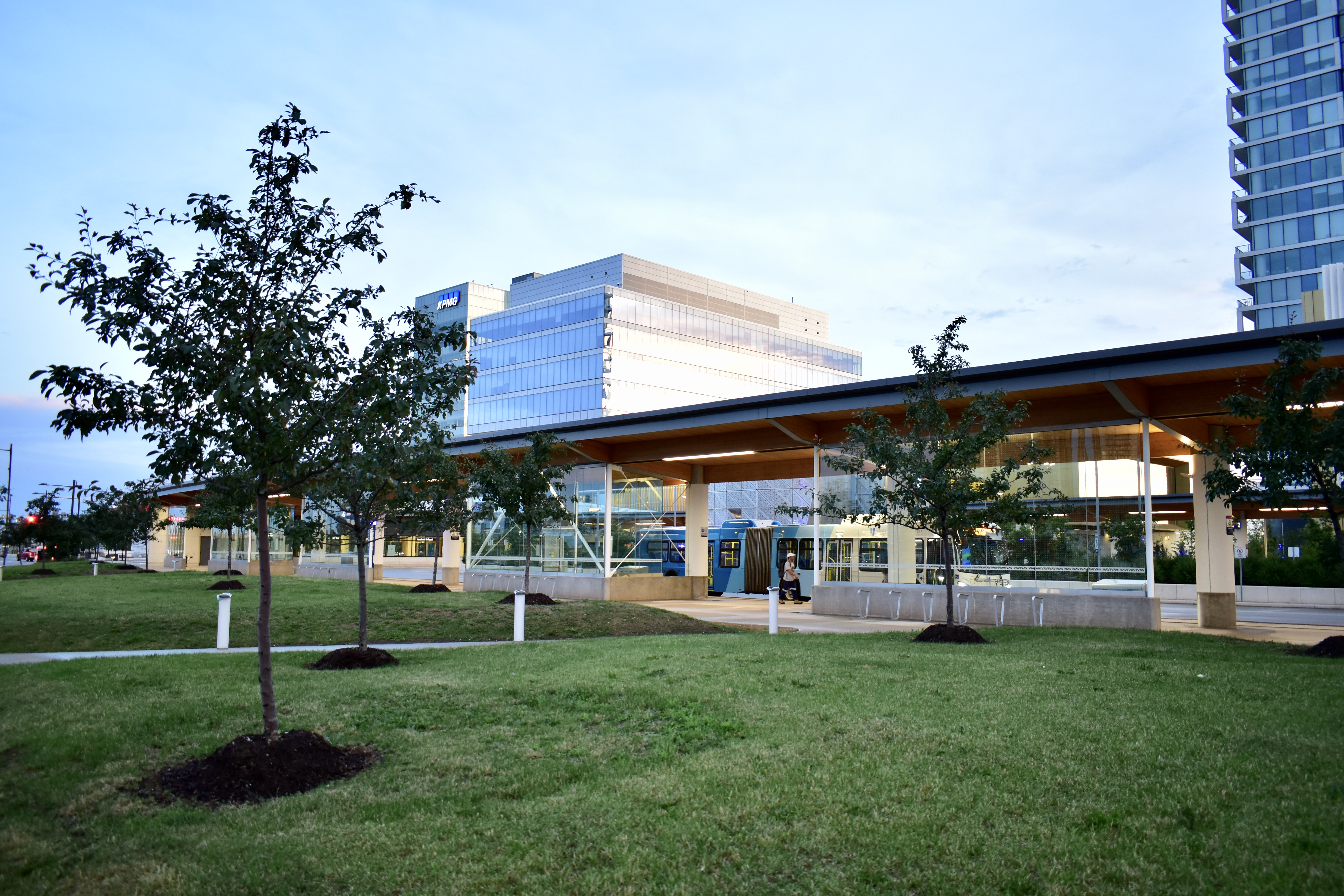
旺市都會中心的巴士站、畢馬威事務所大廈和羅兵咸永道事務所大廈 (2021年)

## 交通
旺市內的公共交通服務過去由市營的旺市交通局營運，從2001年起則改由新成立的約克區交通局營運。約克區交通局於2005年開辦了Viva快速公交系統，旗下五條路線中有四條服務旺市。此外，多倫多公車局（TTC）的部分巴士路線亦從多倫多市北端的地鐵站伸延至旺市。
另一方面，安大略省政府於2006年度財政預算案中宣佈撥款興建多倫多地鐵士巴丹拿延線項目，將士巴丹拿線的西北段終點站從唐士维站經约克大学延伸至籌建中的旺市都會中心。延線項目涵蓋六個車站，當中兩站（407號公路站和旺市都會中心站）座落旺市市境內，而先鋒村站則座落旺市和多倫多市市界的士刁士大道上。延線工程於2010年動工，2017年12月通車。
鐵路服務方面，GO運輸公司旗下連接巴里和多倫多市中心聯合車站的通勤鐵路線於旺市設有兩個車站，分別為律德福站（Rutherford）和楓樹鎮站。
三條400系列高速公路橫跨了旺市市境，分別為南北向的安大略省400號公路和427號公路，以及東西向的407號私營收費公路。此外，安省政府過去亦曾在旺市市境内維護非高速公路資格的7號公路、11號公路（即央街）和27號公路，但該三條道路皆已下放予約克區政府維護。

## 教育
旺市內的公立英語非天主教學校由約克郡教育局營運，而公立英語天主教學校則由約克天主教教育局營運。旺市市境內沒有專上院校；最接近旺市的專上院校為位於多倫多市北約克的約克大學。於2024年3月安省政府宣佈約克大學將於2028年在旺市麥健士醫院旁側的旺市醫療中心轄區 (Vaughan Healthcare Centre Precinct) 成立醫學院。